# ロシュカ・ドリナ
ロシュカ・ドリナ(Loška dolina)は、スロベニアの市である。